# Coalescence (physique)
Pour les articles homonymes, voir Coalescence.

Coalescence de deux gouttes entrant en contact.

La coalescence est un phénomène par lequel deux substances identiques mais dispersées ont tendance à se réunir. Le phénomène principal qui entre en jeu est la diminution de l'énergie de surface lors de cette fusion ou, de manière équivalente, les forces de tension superficielle. La coalescence se produit généralement dans des fluides, mais peut également unir des particules solides (frittage). Elle se rencontre dans plusieurs processus de domaines aussi variés que la formation des gouttes de pluie en météorologie, des plasmas en astrophysique et du métal en métallurgie.

## Définition
À l'interface entre un milieu dense (liquide ou solide) et un gaz, ou entre deux milieux denses, est associée une contribution à l'énergie libre, proportionnelle à la surface, qui provient des forces intermoléculaires de cohésion. On la caractérise par un coefficient de tension superficielle, défini comme une énergie en excès par unité de surface (exprimée en joules par mètre carré — J/m2).
Dans le cas de la coalescence de bulles d'air dans un liquide (mousse), la coalescence s'explique par le drainage du liquide entre deux bulles voisines puis la rupture du film interfacial mais aussi, dans une moindre mesure, par la théorie stochastique développée par Gosh et Juvekar.
Dans le cas de gouttes de liquides, leur masse dépend de leur diamètre au cube alors que leur surface dépend du diamètre au carré. Lorsque deux gouttes de fluide se rencontrent, leur union minimise la surface par rapport à la masse totale. Selon l'énergie cinétique des gouttes et le diamètre de la goutte résultante, celle-ci peut être stable ou relâcher de sa masse sous forme de gouttelettes secondaires pour se stabiliser.
Pour un solide, comme un métal soumis à l'irradiation, il se crée des cavités, qui par coalescence peuvent donner une rupture après l'union.

## Mousses et émulsions
Une mousse liquide ou émulsion a tendance à se déstabiliser en l'absence de surfactant. Au cours du temps, les bulles grandissent à cause du mûrissement et de la coalescence. La distinction entre les deux est importante :
- le mûrissement est induit par les différences de tailles entre les bulles : une bulle de petite taille se vide dans une bulle de taille supérieure. Le mûrissement tend à l'obtention d'une mousse ou émulsion monodispersée, une homogénéisation de la taille des bulles ;
- la coalescence est due à la rupture du film présent entre les deux bulles ou gouttes.

À titre d'exemple, deux gouttes de mercure qui viennent à se toucher se rassemblent subitement pour ne faire qu'une seule goutte. Le même processus est mis en œuvre avec une émulsion d'huile et d'eau ayant été mélangée et secouée énergiquement. Les gouttes d'huile fusionnent alors entre elles progressivement jusqu'à ne former qu'une seule grande goutte traduisant la séparation finale entre l'huile et l'eau.
C'est le cas également dans une mousse liquide, lorsqu'un film de savon se rompt et que les deux bulles d'air adjacentes se rejoignent pour n'en former qu'une seule.

## Technique d'analyse de la stabilité physique
L’analyse visuelle reste aujourd’hui le test le plus utilisé. L’échantillon est placé dans un contenant transparent et observé à l’œil nu à intervalle de temps régulier. Le temps de mesure est directement lié à l’application et il peut être de quelques minutes (vinaigrette) à plusieurs mois ou années (crème cosmétique). Si les observations visuelles mettent en évidence une variation de l’homogénéité (changement de couleur, séparation de phase, migration…) supérieur à un niveau acceptable, alors le produit est jugé comme instable et devra être reformulé ou soumis à un changement du procédé de fabrication.
La déstabilisation des systèmes colloïdaux est un processus cinétique, quel que soit le test de stabilité choisi (observation visuelle, granulométrie, diffusion de la lumière, rhéologie, potentiel zeta…), l’évolution du ou des paramètres en fonction du temps doit être prise en compte. Le test de stabilité doit donc être répété dans le temps et à un intervalle régulier afin de détecter les variations inhabituelles par rapport à un produit jugé comme stable.

## Méthodes d’accélération pour la prédiction de la durée de vie
Le processus cinétique de déstabilisation peut prendre du temps, d’où l’intérêt des techniques avec une plus grande sensibilité et les méthodes d’accélération. L’élévation de la température est la méthode la plus employée et permet une diminution de la viscosité, augmentation des phénomènes de diffusion/collision… En plus d’augmenter les vitesses de déstabilisation, le stockage à température élevée permet de simuler les conditions de vie d’un produit manufacturé (lors du stockage et transport, les températures peuvent facilement atteindre 40 °C). La température ne doit pas excéder une valeur critique et propre à chaque système (température d’inversion de phase, de dégradation chimique ou d’ébullition) rendant alors ce test non conforme aux conditions réelles. D’autres techniques d’accélération peuvent être utilisées comme la centrifugation, mais doivent être prises avec précaution car les forces exercées sur le système peuvent engendrer des modifications des propriétés originelles de l’échantillon (changement de viscosité, modification du réseau du polymère, ségrégation des particules…) et donc fournir des résultats différents de la réalité.

## Météorologie
En microphysique des nuages, les gouttelettes croissent à des vitesses différentes par condensation et par effet Bergeron, selon la concentration de vapeur d'eau. Elles auront donc une variété de diamètres et se déplaceront à une vitesse différente reliée à leur diamètre dans le courant ascendant. La coalescence est l'amalgamation subséquente de deux ou plusieurs gouttelettes par collision pour en former de plus grosses.
Les plus grosses bougeant plus lentement capturent en effet les plus petites en montant puis lorsqu'elles ne peuvent plus être soutenues par le courant, elles redescendront et poursuivront leur croissance de la même façon. Les flocons de neige agissent de façon similaire en tombant mais ce processus est généralement nommé agrégation.

## Électro-coalescence
L’électro-coalescence est une technique utilisée dans l'assèchement des pétroles lourds. L’eau par rapport à l'huile est conductrice et dans une enceinte constituée de deux électrodes au potentiel les gouttes d’eau vont se rapprocher. Du fait de la polarisation les gouttes s'allongent et prennent la forme d'une ellipse qui permettra de favoriser leur coalescence et permettre une collecte plus efficace de l'eau contenue dans les bruts.